# Lucien Girardier
Lucien Girardier, né le 29 décembre 1929 à La Chaux-de-Fonds et mort le 14 avril 2024, est un chercheur en physiologie et neurologie et professeur de médecine suisse.

## Biographie

### Origines et famille
Lucien Girardier naît le 29 décembre 1929 à La Chaux-de-Fonds, dans le canton de Neuchâtel. Il est originaire de deux autres communes du même canton, Rochefort et Neuchâtel.
Son père, Marcel Henri Girardier, est garde-forestier ; sa mère est née Georgette Bornand.
Il épouse en 1954 Ginette Girardier, née Vuilleumier.

### Études et parcours professionnel
Après l'école primaire à La Chaux-de-Fonds et le gymnase à Neuchâtel, où il obtient en 1950 une maturité de type scientifique, il fait des études de médecine à l'Université de Neuchâtel puis à l'Université de Genève. Il passe l'examen fédéral de médecine en 1957 et soutient en 1960 sa thèse de doctorat en médecine.
Il poursuit ses recherches en 1960 à l'université de Colombia de New-York dans le département de neurologie où il collabore avec Harry Grundfest.
En 1961 et 1962, il se perfectionne au  laboratoire de biologie marine de Wood Hole.
En 1966, il devient chargé de recherche à l'institut de physiologie de l'Université de Genève. Il séjourne la même année pendant plusieurs mois au Vietnam pour le compte de Terre des hommes.
Il est nommé professeur ordinaire en 1976. De 1986 à 1994, il est directeur du département de physiologie de l'université.

### Domaines de recherche et d'enseignement
Ses domaines principaux de recherche sont la thermorégulation, le contrôle nerveux sympathique et hormonal du métabolisme, le rôle de la graisse brune dans l'obésité humaine, l'équilibre pondéral et la thermogénèse des mammifères.
Ses domaines d'enseignement sont la physiologie générale, la biophysique et l'anatomie du système nerveux.
Il fait partie des scientifiques suisses qui ont contribué à la compréhension du métabolisme.

### Autre activité
Il est président à la fin des années 1970 de l'association Coopération technique technique Nyon.

### Mort
Lucien Girardier meurt le 14 avril 2024, à l'âge de 94 ans.

## Distinctions
- 1973 : prix Marcel Benoist[12] « pour ses travaux sur la microcalorimérie et la macrocalorimétrie directes et leur application à la physiopathologie humaine et à la recherche fondamentale »[2]

## Publications principales
- (en) Correlated morphological ans physiolgical studies on isolated single muscle fibers, en collaboration avec Philip W. Brandt, John P. Reuben and Harry Grundfest in  the  Journal of Cell Biology, Volume 25, 1965.
- (en) Effectors of Thermogenesis, Proceedings of a Symposium held at Geneva on 14 to 16 july 1977, en collaboration avec Josiane Seydoux, 1978, Éditions Springer Nature,  (ISBN 978-3-0348-5561-7)[13].
- (en) Mammalian thermogenesis, avec  Michael J. Stock, aux éditions Springer nature, 1983  (ISBN 978-94-011-6034-6)[14]. Critique de ce livre dans la Revue Science par Barbara Horovitz, Department of Animal Physiology, Université of California[15].
- « L'autorégulation du poids et de la composition corporelle chez l'homme : Une approche systémique par modélisation et simulation », Archives Internationales de Physiologie, de Biochimie et de Biophysique, vol. 102, no 4,‎ juillet-août 1994, A23-35 (DOI 10.3109/13813459109045389).